# بیال کمپانی (بازیکن فوتبال)
بیال کمپانی (انگلیسی: Biel Company؛ زادهٔ ۱۶ فوریهٔ ۱۹۹۲) بازیکن فوتبال اهل اسپانیا است.
از باشگاه‌هایی که در آن بازی کرده‌است می‌توان به باشگاه فوتبال پافوس و باشگاه ورزشی رئال مایورکا اشاره کرد.